# York City Football Club
Ne doit pas être confondu avec York United Football Club.
Maillots
Actualités
York City Football Club est un club de football professionnel basé dans la ville de York, North Yorkshire, Angleterre. L'équipe participe à la National League (D5).
Fondé en 1908, le club a joué sept saisons dans la Non-League avant de se replier en 1917. Un nouveau club a été formé en 1922 et a joué dans la Midland League pendant sept ans avant de rejoindre l'EFL. Ils ont joué dans le troisième niveau jusqu'en 1959, date à laquelle ils ont été réléguer pour la première fois. York a réalisé son meilleur parcours en FA Cup en 1954-1955, lors de sa rencontre avec Newcastle United en demi-finale. Ils ont oscillé entre les troisième et quatrième divisions, avant de passer deux saisons dans la deuxième division dans les années 1970. York a joué pour la première fois au stade de Wembley en 1993, quand ils ont remporté la finale des play-off la troisième division. Fin 2003-2004, ils ont perdu leur statut de Ligue de football après avoir été relégués de la troisième division. Le FA Trophy 2011-2012 a été la première compétition nationale à élimination directe remportée par York, et ils sont revenus dans la Ligue de football lors de la même saison.
York est surnommé les Minstermen, d'après la cathédrale d'York, et l'équipe joue traditionnellement en maillots rouges. Ils ont joué à Fulfordgate de 1922 à 1932, lorsqu'ils ont déménagé sur leur terrain actuel, Bootham Crescent. Le terrain a fait l'objet de nombreuses améliorations au fil des ans, mais le club en a perdu la propriété lors de son transfert à une société holding en 1999. York l'a racheté cinq ans plus tard, mais les conditions du prêt nécessitaient auparavant un déménagement sur un nouveau terrain. Ils devraient emménager au [stade communautaire de York pour le début de la saison 2020-2021. York a eu des rivalités avec de nombreux clubs, mais leurs rivaux traditionnels sont Hull City et Scarborough. Le détenteur du record du club est Barry Jackson, qui a disputé 539 matches, tandis que son meilleur buteur est Norman Wilkinson, avec 143 buts.

## Histoire

### 1908-1946: club d'origine, refondation et établissement dans l'EFL

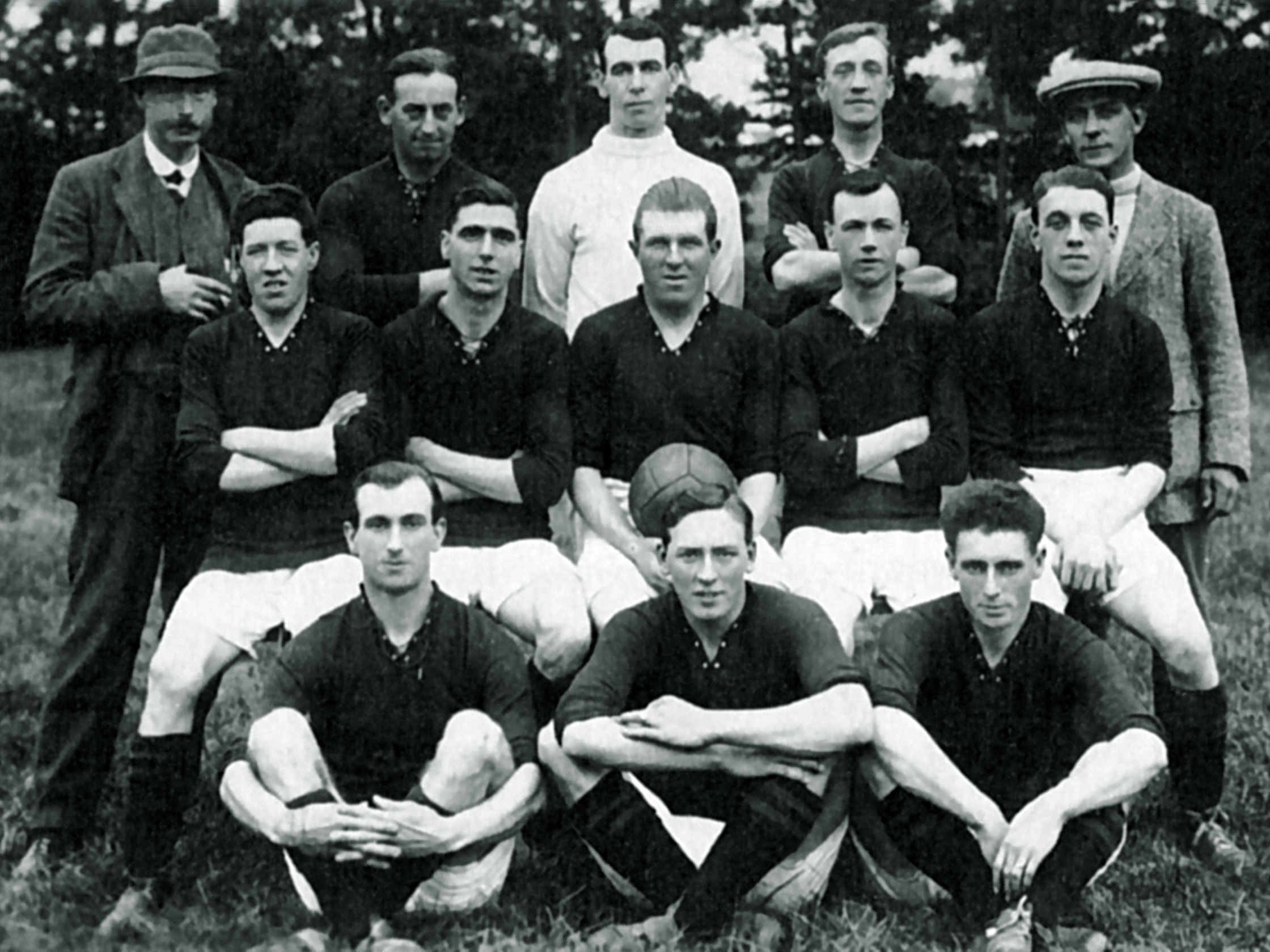
L'équipe de York City avant un match en 1922.

Le York City Football Club a été fondé en 1908 en tant que club amateur et a rejoint la Northern League et a acquis un terrain à Holgate Road. Ils ont quitté la Northern League après deux saisons lorsqu'ils ont rejoint la Combinaison Yorkshire pour réduire les déplacements. Le club est devenu professionnel en 1912 et a acheté un nouveau terrain à Field View. York a rejoint la Midland League, où ils ont joué pendant trois saisons, atteignant la 10e place en 1912-1913. Ils ont joué leur dernière saison en 1914-1915, après quoi la compétition a été suspendue en raison de la Première Guerre mondiale. Le club a été mis en liquidation judiciaire par le tribunal de faillite en août 1917 après qu'un créancier eut réclamé le paiement de la position du terrain,.
Le club a été recréé sous le nom de York City Association Football and Athletic Club Limited le 6 mai 1922 et a été admis à la Midland League après une demande infructueuse pour rejoindre l'EFL. York s'est classée à la 19e place en 1922-1923 et 1923-1924  et a participé à la FA Cup pour la première fois dans cette dernière. York a joué dans la Midland League pendant sept saisons, obtenant la meilleure note de sixième, en 1924-1925 et 1926-1927. Ils ont dépassé les tours de qualification de la FA Cup pour la première fois en 1926-1927, lorsqu'ils ont été battus 2 - 1 par le club de deuxième division de Grimsby Town au deuxième tour. Le club a fait sa première tentative sérieuse pour la promotion à la Ligue de football en mai 1927, mais cela n'a pas réussi car Barrow et Accrington Stanley ont été promus,. Cependant, le club réussit deux ans plus tard, étant promu à la Ligue de football en juin 1929 pour remplacer Ashington dans la troisième division nord.
York a gagné 2-0 contre Wigan Borough lors de leur premier match dans la Ligue de football et a terminé en 1929-1930 sixième dans la troisième division nord. Trois ans plus tard, York n'a évité d'avoir à se faire reléguer qu'après avoir remporté le dernier match de 1932-193. Lors de la FA Cup 1937-1938, ils ont éliminé les équipes de première division tel que West Bromwich et Middlesbrough et ont fait match nul 0-0 à domicile contre Huddersfield Town au sixième tour, avant de perdre le match retour 2-1 à Leeds Road. York avait été difficile à pmonter en 1937-1938 avant de faiblir dans les dernières semaines, et la saison suivante, il n'a évité d'être promu en remportant la victoire lors de l'avant-dernier match. Ils ont participé aux compétitions régionales organisées par la Ligue de football lors du déclenchement de la Seconde Guerre mondiale en septembre 1939 York a joué dans des compétitions de guerre pendant sept saisons, et en 1942 a gagné la Coupe des Comtés Combinés.

### 1946-1981: course, promotion et relégation de la FA Cup

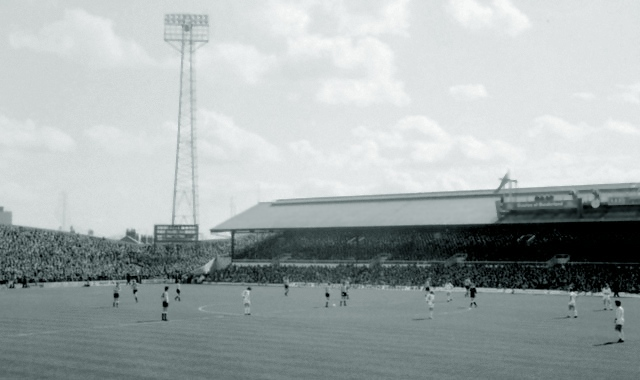
York a joué au Roker Park lors de leur demi-finale de la FA Cup avec Newcastle United.

Le football en temps de paix a repris en 1946-1947 et York a terminé les trois saisons suivantes en milieu de tableau. Dernier de la troisième division nord en 1949-1950, le club est toutefois conservé à ne niveau. 17e puis 10e lors des saisons suivantes, le club termine quatrième en 1952-1953 avec 53 points, son meilleur total dans cette compétition. Il fait son meilleur parcours en FA Cup lors de l'édition 1954-1955] en atteignant la demi-finale, Arthur Bottom inscrivant 8 buts dans cette compétition. En demi-finale, York a fait match nul 1-1 contre Newcastle United à Hillsborough, avant d'être battu 2-0 à Roker Park lors du match replay (match à rejouer). York est ainsi le premier club de ce niveau à disputer dans un match à rejouer en demi-finale de la FA Cup. Avec une 13e place en 1957-1958, York est devenu membre fondateur de la quatrième division (Fourth Division, tandis que les clubs terminant dans la moitié supérieure des sections nord et sud formaient la nouvelle troisième division (Third Division.
Troisième de la saison 1958-1959, devancé par Coventry à la différence de but, le club est promu pour la première fois. Cependant, ils ont été relégués dès la saison suivante. York a réalisé son meilleur parcours en Coupe de la Ligue en 1961-1962, la deuxième saison de la compétition, après avoir atteint le cinquième tour. Ils ont été battus 2-1 par les rivaux divisionnaires Rochdale. York a dû être reléguer pour la deuxième fois après avoir terminé 22e en 1963–1964, mais a réalisé une deuxième promotion la saison suivante, encore en troisième place dans la quatrième division. York a été de nouveau relégué après une saison, terminant au bas de la troisième division en 1965-1966. Le club a été contraint de chercher sa promotion au cours de trois saisons successives, de 1966-1967 à 1968-1969 après avoir terminé parmi les quatre derniers de la 4e division à chacune de ces saisons. L'objectif de York d'obtenir une promotion tous les six ans a été maintenu en [1970–1971, avec une quatrième place dans la quatrième division.
York a évité la relégation de la troisième division en 1971-1972 et 1972-1973, mais seulement sur la moyenne des buts des deux saisons,. Après ces deux saisons, ils ont pris forme en 1973-1974, lorsque « trois en haut, trois en bas » a été présenté aux trois premières divisions. Après avoir été parmi les leaders la plupart de la saison, York a été promu en deuxième division pour la première fois à la troisième place. Le classement le plus élevé jamais atteint par le club a été atteint à la mi-octobre 1974, lorsque York était cinquième en deuxième division , et ils ont terminé en 1974-1975 15e du championnat. York a fini 21e place la saison suivante et a été relégué en troisième division. York a encore chuté, étant relégué en 1976-1977 après avoir terminé au bas de sa division. La saison 1977-1978 a culminé en contraignant le club à une relégation pour la sixième fois après s'être classé troisième depuis le bas du classement de la quatrième division. Deux finitions de table médiane s'ensuivirent, avant que York ne présente sa septième relégation  après avoir terminé au bas de la quatrième division en 1981.

### 1981-2004: nouvelles promotions et relégation enEFL

Positions de York en ligue depuis la saison 1929-1930

En 1981-1982, York a connu une série record de 12 matchs à domicile sans victoire, mais n'a raté sa promotion qu'en 1982-1983 en raison de sa mauvaise forme à l'extérieur dans la seconde moitié de la saison. York a remporté le championnat de 4e division avec 101 points en 1983-1984, devenant la première équipe de la football league à atteindre un total de points à trois chiffres en une saison. En janvier 1985, York a enregistré une victoire à domicile 1-0 contre le club de première division d'Arsenal lors du quatrième tour de la FA Cup 1984-1985, grâce à un penalty à la 89e minute marqué par Keith Houchen (en). Ils ont procédé au nul 1-1 à domicile contre Liverpool, alors détenteur de la Coupe d'Europe en février 1985, mais ont perdu 7 à 0 lors du match retour à Anfield ; cet score constitue le record pour une défaite de Yoirk en coupe. Les équipes se sont à nouveau rencontrées lors de la FA Cup de la saison suivante, et après un nouveau match nul 1-1 à domicile, Liverpool a gagné 3-1 en replay après prolongation à Anfield. En 1985-1986, pour la cinquième fois consécutive, Yourk améliore son classement de fin de saison, terminant septième.
York n'évite la relégation en 1986-1987 que grâce à qu'avec un match nul lors du dernier match. Cellee-ci ne peut être évitée la saison suivante où le club termine avant-dernier. Après un séjour de cinq saisons saisons à ce quatrième niveau, York obtient en 1992-1993 sa promotion en Second Division (troisième échelon national) via les play-offs. Lors de la finale de ces play-offs, York s'impose face à Crewe Alexandra au stade de Wembley avec une victoire de 5-3 aux tirs au but après un match nul 1-1 en prolongation. York dispute les play-offs de cette Second Division la saison suivante, mais s'incline 1-0 sur le total des rencontres contre Stockport County en demi-finale. York se qualifie, 4-3 sur l'ensemble des deux rencontres, au deuxième tour de la Coupe de la Ligue 1995-1996 contre Manchester United, futur double vainqueur de la Premier League et de la FA Cup : après une victoire 3-0 au match aller à Old Trafford face à une équipe d'United peu équipe United expérimentée, York parvient à assurer sa qualification au retour en ne concédant qu'une défaite de 3-1. York franchit également le deuxième tour de la Coupe de la Ligue de la saison suivante, éliminant Everton, match nul 1–1 à Goodison Park et victoire 3–2 à domicile.
York est relégué en 1998-1999 après avoir chuté à la 21e place le dernier jour de la saison. En décembre 2001, le président de longue date Douglas Craig a mis le club et son terrain en vente pour 4,5 millions de £ avant d'annoncer que le club démissionnerait de la Ligue de football si aucun acheteur n'était trouvé,. Le pilote de course automobile John Batchelor a repris le club en mars 2002  et en décembre, le club était entré dans l' administration. Le Supporters 'Trust (ST) a acheté le club en mars 2003 après qu'une offre de 100 000 £ ait été acceptée par Inland Revenue comme paiement de 160 000 £ d'impôts dus. Batchelor est parti après avoir détourné la quasi-totalité des 400 000 £ reçus d'un contrat de parrainage avec Persimmon vers son écurie de course et n'ayant pas tenu sa promesse d'avoir des membres ST au conseil d'administration. York n'a réussi à remporter aucun de ses 20 derniers matches de championnat en 2003-2004 et a terminé au bas de la 3e division. Cela a signifié que le club a été relégué à la Conférence de football, mettant fin à 75 ans d'adhésion à la Ligue de football.

### 2004-présent: Retour et relégation de la Ligue de football

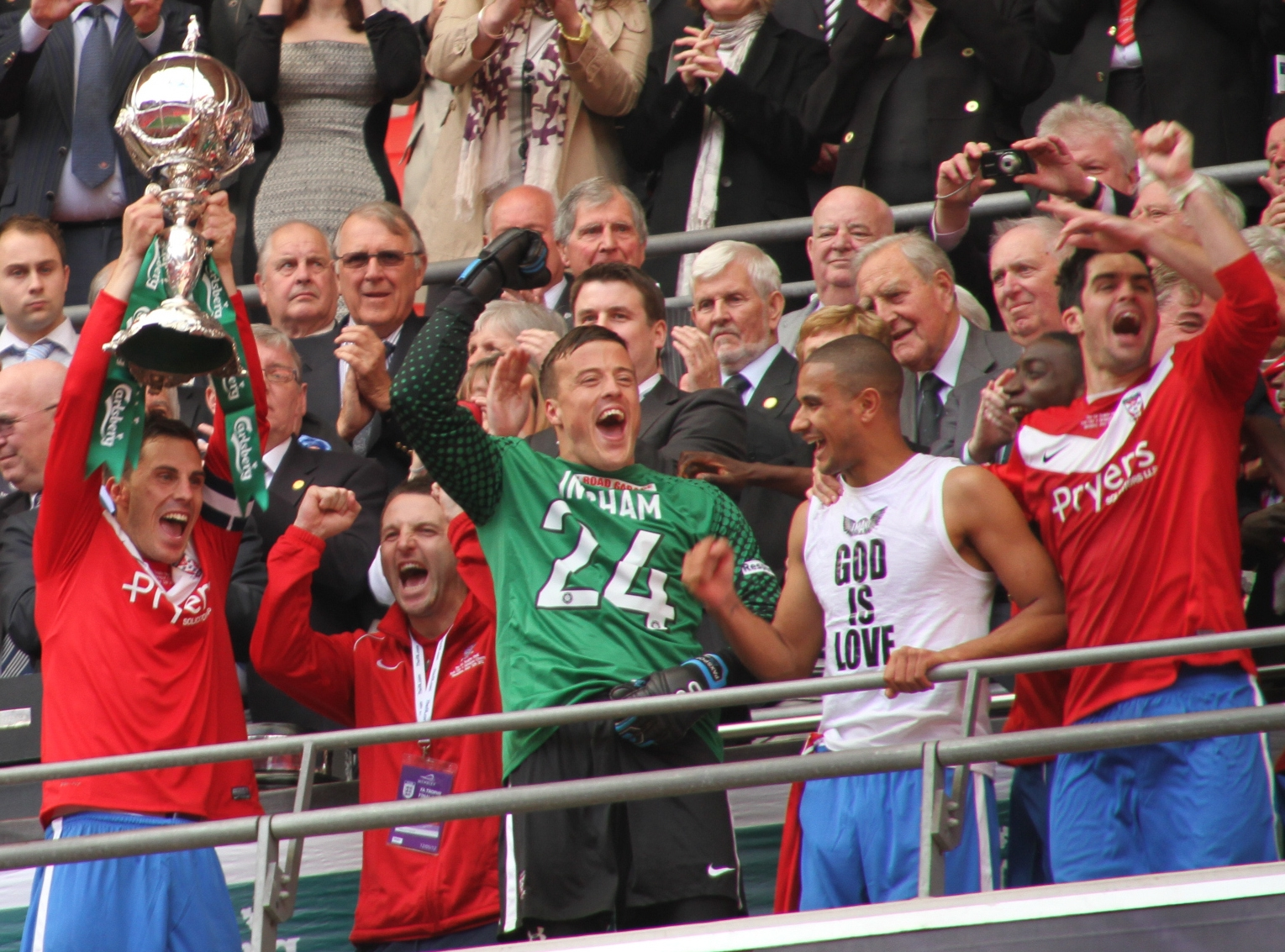
Joueurs de York après la victoire du club en finale de la FA Trophy en 2012.

York n'a évité la relégation que tard dans sa première saison de conférence nationale en 2004-2005 avant d'atteindre la demi-finale des play-offs en 2006-2007, lorsqu'ils ont été battus 2-1 au total par Morecambe. N'ayant échappé à la relégation que vers la fin de 2008-2009, York a participé à la finale de la FA Trophy 2009 et a été battu 2-0 par Stevenage Borough au stade de Wembley. Ils ont atteint la finale des play-offs en 2010 au stade de Wembley, mais ont été battus 3-1 par Oxford United. York a remporté sa première compétition nationale à élimination directe deux ans plus tard, après avoir battu Newport County 2-0 en finale de la FA Trophy 2012 au stade de Wembley. Une semaine plus tard, ils ont été promus en League Two, quatrième division du championnat d'Angleterre, après avoir battu Luton Town 2-1 au stade de Wembley lors de la finale des play-offs de la Blue Square Bet Premier 2012, marquant le retour du club dans la Ligue de football après une absence de huit ans.
York n'a pu survivre à la relégation qu'à la fin de 2012-2013, leur première saison de retour dans la Ligue de football. Ils ont disputé les éliminatoires de la League Two la saison suivante et ont été battus 1-0 au total par Fleetwood Town en demi-finale. Cependant, York a été relégué en National League quatre ans après son retour dans la Ligue de football  avec une place de dernier rang dans la Ligue Two en 2015-2016. York a été de nouveau relégué dans la National League North pour la première fois en 2016-2017 ; cependant, ils ont terminé la saison avec une victoire de 3 à 2 sur Macclesfield Town au stade de Wembley dans la finale de la FA Trophy 2017.

## Identité du club
L'équipe de York est surnommée « les Minstermen », en référence à York Minster. On pense qu'il a été inventé par un journaliste qui est venu observer l'équipe lors d'un parcours de coupe réussie, et n'a été officiellement utilisé pour la première fois dans la littérature qu'en 1972. Avant cela, York était connu comme « les Robins », à cause des maillots rouges de l'équipe. Ils ont été présentés comme « les Happy Wanderers », après la chanson populaire The Happy Wanderer, au moment de leur participation à la FA Cup 1954-1955.
Pendant la majeure partie de l'histoire du club, York a porté des maillots rouges. Cependant, lors de la première saison du club, 1922-1923, le kit comprenait des maillots marron, un short blanc et des chaussettes noires. Des maillots à rayures marron et blancs ont été portées pendant trois ans au milieu des années 1920, avant le retour des maillots marron. En 1933, York a changé ses maillots marron en rayures chocolat et crème, une référence à l'association de la ville avec l'industrie de la confiserie. Après quatre ans, ils ont changé leurs couleurs en ce qui était décrit comme des « maillots rouges distinctives », avec l'explication officielle que les maillots à rayures se heurtaient trop souvent à des adversaires. York a continué à enfiler des maillots rouges avant une période de deux ans de port de kits entièrement blancs de 1967 à 1969.
York a recommencé à porter des maillots marron avec un short blanc en 1970  Pour marquer leur promotion à la seconde division en 1974, un « Y » blanc audacieux a été ajouté aux maillots, qui sont devenues les fronts Y. Les maillots rouges sont revenues en 1978, avec l'introduction du short bleu marine. En 2004, le club a abandonné la marine des kits et a plutôt utilisé du rouge et du blanc simples  jusqu'en 2008, date à laquelle un kit principalement de la marine a été introduit. Pour la saison 2007-2008, le club a apporté un troisième jeu de maillots, qui comprenait des maillots et des chaussettes bleu clair, avec un short marron. Un kit avec des maillots violets a été introduit pour une apparition unique lors de la finale de la FA Trophy 2009. Les maillots rouges sont revenues en 2010 et ont été portées avec des shorts rouges, bleu marine, bleu clair et blancs.
York a adopté les armoiries de la ville comme emblème lors de la formation du club bien qu'il n'apparaisse sur les maillots que de 1950 à 1951. En 1959, une deuxième crête a été introduite, sous la forme d'un bouclier qui contenait York Minster, la Rose blanche d'York et un rouge-gorge. Cette crête n'est jamais apparue sur les chemises  mais de 1970 à 1973, elles portaient les lettres « YCFC » qui montaient de gauche à droite, et de 1974 à 1978, les maillots Y-fronts comprenaient un badge stylisé dans lequel le « Y » et « C » ont été combinés. Les maillots portaient une nouvelle écusson en 1978, qui représentait Bootham Bar, deux lions héraldiques et le nom du club en blanc, et en 1983, il a été mis à jour en une version colorée.
Lorsque Batchelor a repris le club en 2002, la crête a été remplacée par celle qui signifiait le nouveau nom du club de York City Soccer Club et arborait un motif de drapeau à damier. Après la période d'un an de Batchelor au club, le nom est revenu à York City Football Club et un nouveau logo a été introduit. Il a été sélectionné à la suite d'un vote des supporters organisé par le club, et la conception réussie a été réalisée par Michael Elgie. L'insigne comporte cinq lions, dont quatre sont bleu marine et sont placés sur un fond en forme de « Y » blanc. Le reste de l'arrière-plan est rouge avec le cinquième lion en blanc, placé entre la partie supérieure du « Y ».
Les tableaux des fournisseurs de kits et des sponsors de maillots apparaissent ci-dessous,:

## Stades

### Fulfordgate

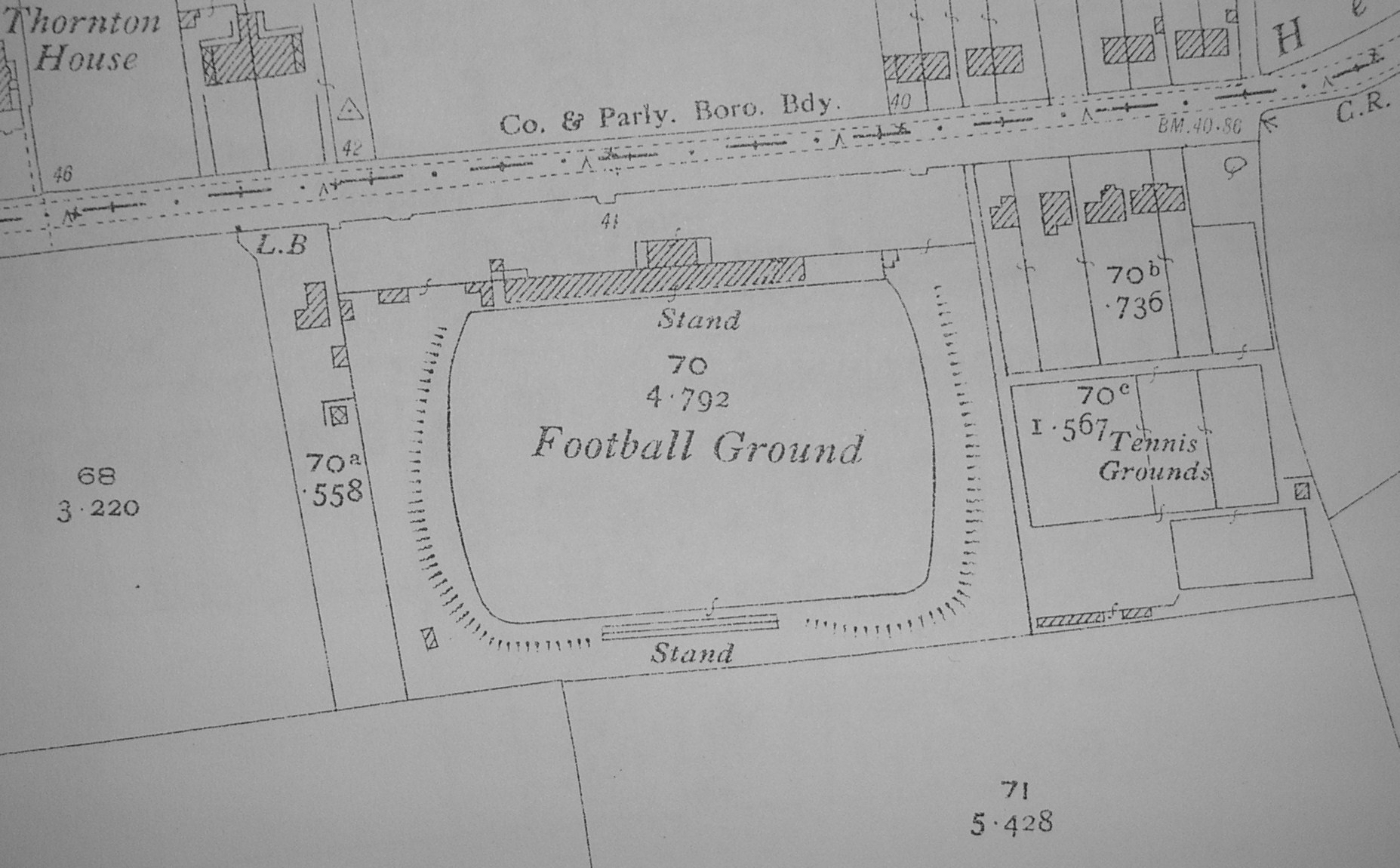
York a joué à Fulfordgate de 1922 à 1932.

Le premier terrain de York était Fulfordgate, qui était situé sur Heslington Lane, Fulford dans le sud-est de York. Le terrain n'étant pas prêt, York a disputé ses deux premiers matchs à domicile à Mille Crux, Haxby Road, avant de se rendre sur le terrain à Fulfordgate pour une victoire de 4-1 sur Mansfield Town le 20 septembre 1922  Fulfordgate a été progressivement améliorée ; le terrassement a été remplacé par la banque derrière l'un des objectifs, le stand populaire couvert a été étendu pour accueillir 1 000 supporters et un petit stand assis a été érigé. Au moment de l'élection de York à la Ligue de football en 1929, le terrain avait une capacité estimée à 17 000 personnes. Cependant, les présences ont diminué lors des deuxième et troisième saisons de la Ligue de football de York, et les directeurs ont blâmé cela sur le terrain. En avril 1932, les actionnaires de York votèrent pour déménager à Bootham Crescent, qui avait été libéré par le York Cricket Club, pour un bail de 21 ans. Ce site était situé près du centre-ville et avait une population significativement plus élevée vivant à proximité que Fulfordgate.

### Bootham Crescent

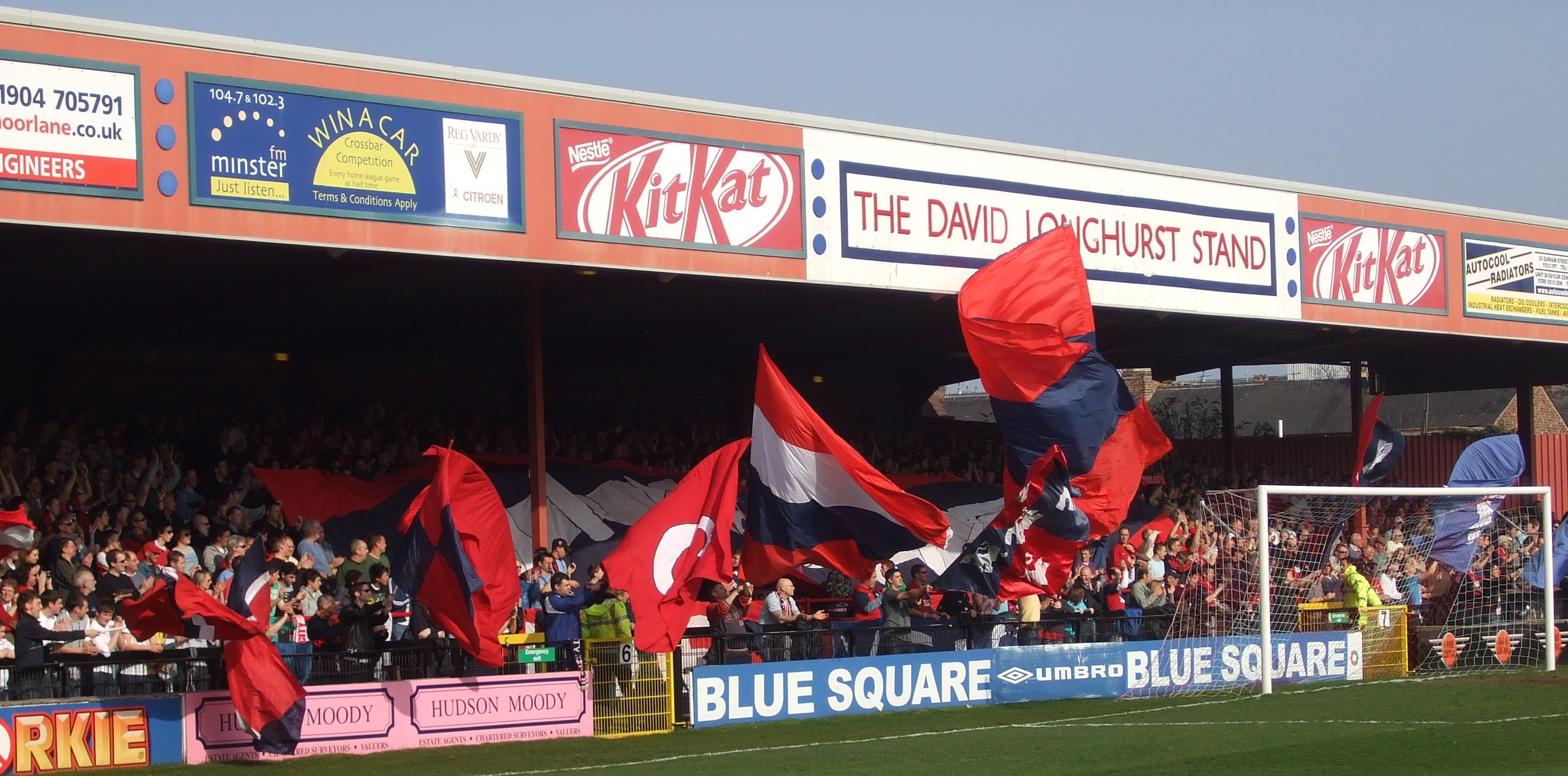
Le stand de Bootham Crescent en 2009.

Bootham Crescent a été rénové au cours de l'été 1932 ; les stands principaux et populaires ont été construits et des terrasses ont été inclinées derrière les objectifs. Le terrain a été officiellement ouvert le 31 août 1932, pour le match nul 2-2 de York avec Stockport County dans la troisième division nord. Il a été joué devant 8 106 supporters, et Tom Mitchell de York a marqué le premier but dans le stade. Il y a eu des problèmes de démarrage au cours des premières années de Bootham Crescent: les présences n'étaient pas plus élevées qu'à Fulfordgate au cours de ses quatre premières saisons et des questions ont été posées sur la qualité du terrain. En mars 1938, la fréquentation record du terrain a été établie lorsque 28 123 personnes ont regardé York jouer à Huddersfield Town en FA Cup. Le stade a subi de légers dommages pendant la Seconde Guerre mondiale, lorsque des bombes ont été larguées sur des maisons le long de la rue Shipton. Des améliorations ont été apportées peu de temps après la fin de la guerre, y compris l'achèvement du bétonnage de la banque à Grosvenor Road End.
Les finances du club étant en bonne position, York a acheté Bootham Crescent pour 4 075 £ en septembre 1948. À la fin des années 1940 et au début des années 1950, le bétonnage a été achevé sur les terrasses du stand populaire et de Shipton Street End. Le stand principal a été prolongé vers Shipton Street End au cours de l'été 1955, et un an plus tard, un mur de béton a été construit au Grosvenor Road End, par mesure de sécurité et comme support pour des opérations bancaires supplémentaires et des terrasses. Le sol a été équipé de projecteurs en 1959, qui ont été officiellement allumés pour un match amical contre Newcastle United. Les projecteurs ont été mis à jour et améliorés en 1980, et ont été officiellement allumés pour un match amical avec Grimsby Town. Un gymnase a été construit au Grosvenor Road End en 1981, et deux ans plus tard, de nouveaux bureaux pour l'entraîneur, le secrétaire, le jour du match et la direction de la loterie ont été construits, ainsi qu'un salon pour les vice-présidents.
Au début des années 1980, l'arrière du Grosvenor Road End a été bouclé car des fissures étaient apparues dans la paroi arrière, et cette section du terrain a ensuite été isolée et attribuée aux supporters à l'extérieur. Des améliorations importantes ont été apportées au milieu des années 1980, notamment de nouveaux tourniquets, des vestiaires rénovés, de nouveaux vestiaires pour les arbitres et une salle de traitement de physiothérapeute en cours de préparation, des boîtes d'accueil construites sur le stand principal et des barrières de sécurité renforcées. Le stand de David Longhurst (en) a été construit au cours de l'été 1991 et porte le nom du joueur de York qui s'est effondré et est décédé d'une insuffisance cardiaque lors d'un match un an plus tôt,. Il a fourni un logement couvert pour les supporters dans ce qui était auparavant le Shipton Street End, et a été officiellement ouvert pour un match amical contre Leeds United. En juin 1995, de nouveaux projecteurs ont été installés, deux fois plus puissants que les projecteurs d'origine,.

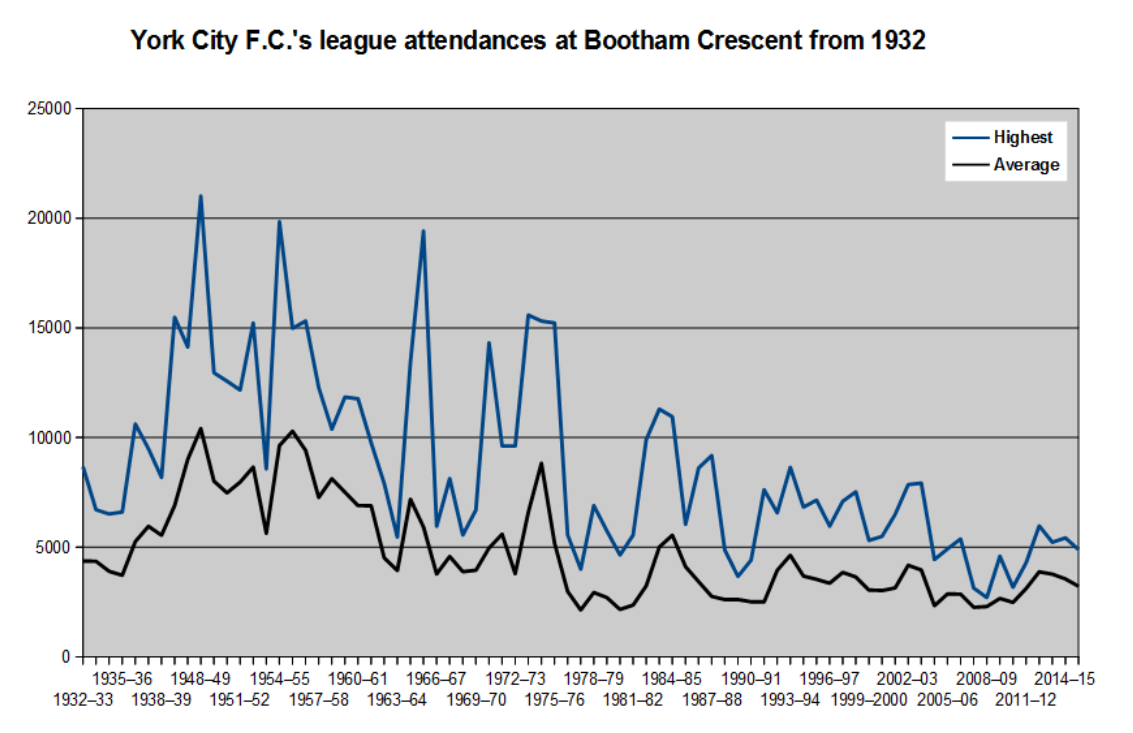
Participation la plus élevée et moyenne de la ligue de York à Bootham Crescent de 1932-1933

En juillet 1999, York a cessé d'être propriétaire de Bootham Crescent lorsque ses actifs immobiliers ont été transférés à une société de portefeuille appelée Bootham Crescent Holdings,. Craig a annoncé que le terrain fermerait d'ici le 30 juin 2002  et en vertu du bail de Batchelor York a été remplacé par un autre expirant en juin 2003. En mars 2003, York a prolongé le bail jusqu'en mai 2004 et a envisagé de déménager au stade Huntington, propriété de The Supporters 'Trust,. Le club a plutôt acheté Bootham Crescent en février 2004, en utilisant un prêt de deux million de livres du Football Stadia Improvement Fund (FSIF).
Le terrain a été renommé KitKat Crescent en janvier 2005, dans le cadre d'un accord de parrainage dans lequel Nestlé a fait un don au club  bien que le terrain soit encore communément appelé Bootham Crescent. L'accord a expiré en janvier 2010, lorsque Nestlé a mis fin à tous ses accords de parrainage avec le club. Il n'y a eu aucun investissement majeur dans le sol depuis les années 1990, et il a été en butte à des problèmes de trous dans le toit du stand principal, s'effritant au Grosvenor Road End, des problèmes de drainage et des conditions de toilettes,. Bootham Crescent a une capacité de 8 256 places, avec 3 409 places assises. En octobre 2019, il a été annoncé que le stade serait terminé d'ici la fin de 2019, mais le York City FC ne commencerait à y jouer qu'au début de 2020.

### Stade communautaire de York
Selon les conditions de la FSIF loan, le club devait avoir identifié un site pour un nouveau stade d'ici 2007, et avoir un permis de construire détaillé d'ici 2009, pour éviter des pénalités financières. York n'a pas réussi à identifier officiellement un site à la fin de 2007  et, en mars 2008, les plans avaient cessé. En mai 2008, le conseil de la ville de York a annoncé son engagement à construire un stade communautaire à l'usage de York et du club de la ligue de rugby de la ville, York City Knights. En juillet 2010, l'option de construire un stade de 6 000 places à Monks Cross à Huntington, sur le site du stade Huntington, a été choisie par le conseil,. En août 2014, le conseil a nommé Greenwich Leisure Ltd comme soumissionnaire privilégié pour la livraison d'un stade de 8 000 places, d'un complexe de loisirs et d'un pôle communautaire. La construction devrait commencer à l'automne 2017, au plus tôt, pour s'achever fin 2018 ou 201

## Supporters et rivalités

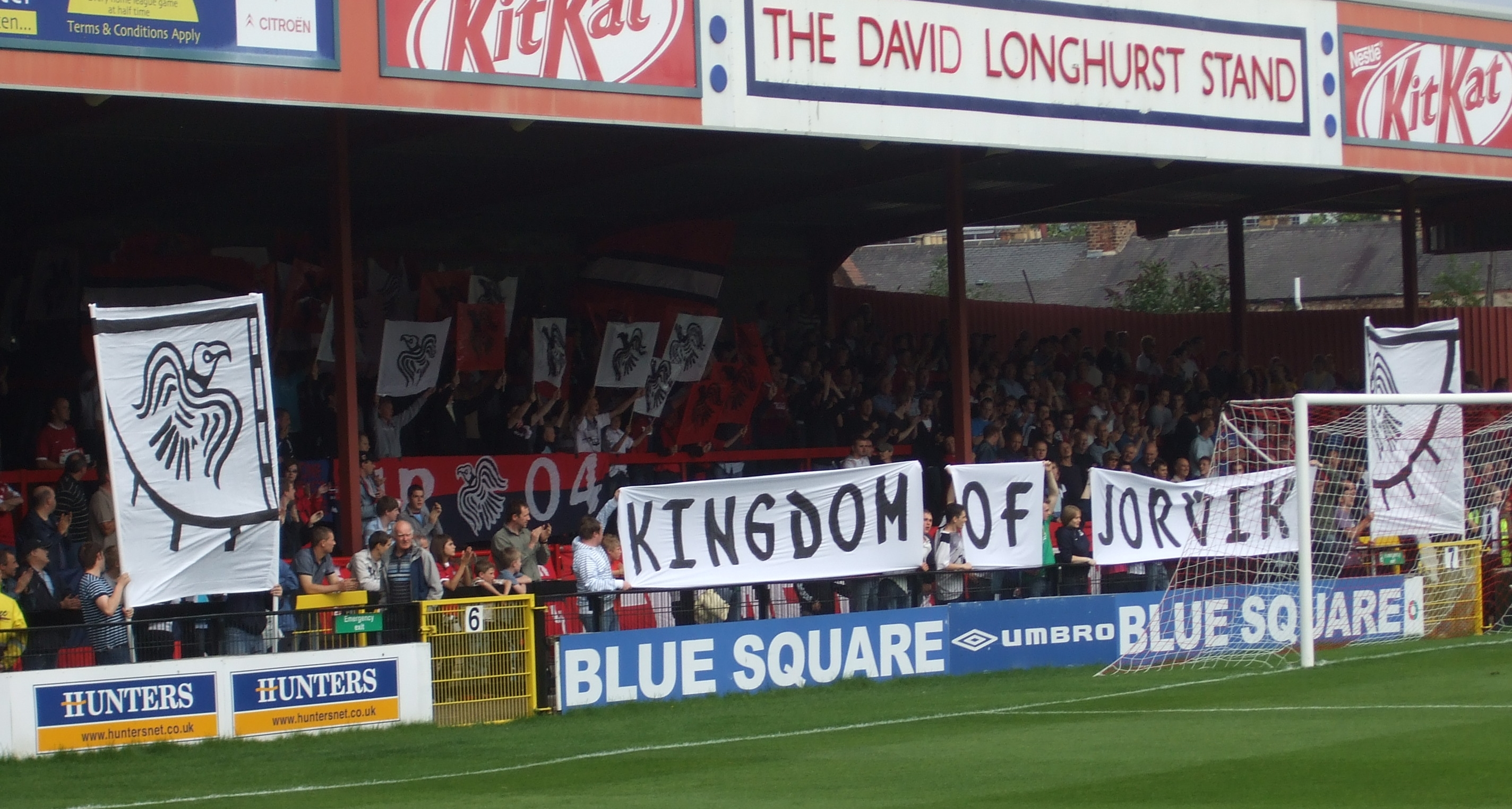
Un affichage des Jorvik Reds lors d'un match en 2008

Le club compte un certain nombre de groupes de supporters nationaux, notamment les East Riding Minstermen, Harrogate Minstermen, York Minstermen, York City South et The Supporters 'Trust,. Le groupe maintenant dissous Jorvik Reds, qui était principalement inspiré par le mouvement ultras continental, était connu pour organiser des expositions d'avant-match. La York Nomad Society est la société de hooligan associée au club.
Pour les matches à domicile, le club produit un programme de matchs officiel de 60 pages, intitulé The Citizen. York a fait l'objet d'un certain nombre de fanzines de supporters indépendants, dont Terrace Talk, In The City, New Frontiers, Johnny Ward's Eyes, Ginner's Left Foot et RaBTaT. La mascotte du club est un lion nommé Yorkie le Lion et il est connu pour ses ébats comiques avant les matchs. L'archevêque de York, John Sentamu, est devenu le président du club entre 2007 et 2008, étant devenu un spectateur régulier des matchs à domicile en tant que détenteur d'un abonnement.
Le recensement des fans de football de 2003 a révélé qu'aucun autre supporter de l'équipe ne considérait York comme l'un des principaux rivaux de leur club. Traditionnellement, les deux principales rivalités de York ont été avec Hull City et Scarborough. Alors que les fans de York considéraient Hull comme leur principal rival, ce n'était pas le cas du club de l'East Yorkshire, qui voyait Leeds United comme son principal rival. York avait également une rivalité avec Halifax Town et ils étaient l'équipe la plus locale à York lorsque les deux ont joué dans la Conférence. Une rivalité avec Luton Town s'est développée au cours des dernières années du club lors de la Conférence, les deux clubs se rencontrant régulièrement lors de matches cruciaux, accompagnés d'une série d'incidents litigieux impliquant des problèmes de foule, des transferts litigieux et des plaintes concernant le comportement des administrateurs.

## Records et statistiques

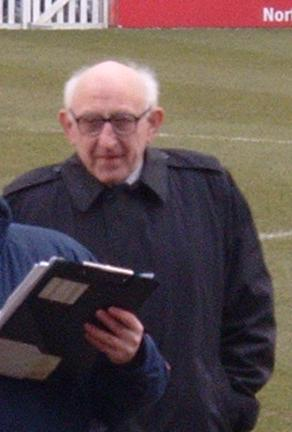
Norman Wilkinson est le meilleur buteur de York avec 143 buts toutes compétitions confondues.

Le record du plus grand nombre d'apparitions pour York est détenu par Barry Jackson, qui a disputé 539 matchs toutes compétitions confondues. Jackson détient également le record du plus grand nombre d'apparitions en championnat pour le club, avec 428. Norman Wilkinson est le meilleur buteur du club avec 143 buts toutes compétitions confondues, dont 127 en championnat et 16 en FA Cup. Six joueurs, Keith Walwyn, Billy Fenton, Alf Patrick, Paul Aimson, Arthur Bottom et Tom Fenoughty, ont également marqué plus de 100 buts pour le club.
Le premier joueur à être sélectionné en équipe nationale en jouant pour York était Eamon Dunphy, quand il a fait ses débuts pour l'Irlande contre l' Espagne le 10 novembre 1965. Le joueur le plus sélectionné est Peter Scott, qui a été sélectionné sept fois avec l'Irlande du Nord au club. Le premier joueur de York à marquer dans un match international a été Anthony Straker, qui a marqué pour la Grenade contre Haïti le 4 septembre 2015,.
La plus grande victoire de York a été une victoire de 9-1 contre Southport dans la troisième division nord en 1957  tandis que la défaite la plus lourde a été de 12-0 contre Chester City en 1936 dans la même division. Leur plus large marge de victoire en FA Cup est de six buts, ce qui a été atteint cinq fois. Ce sont 7-1 victoires contre Horsforth en 1924, Stockton Malleable en 1927 et Stockton en 1928, et 6-0 victoires contre South Shields en 1968 et Rushall Olympic en 2007. La défaite record de York en FA Cup était de 7-0 contre Liverpool en 1985.
L'affluence la plus élevée du club sur son ancien terrain de Fulfordgate était de 12 721 contre Sheffield United en FA Cup le 14 janvier 1931 tandis que la plus faible était de 1 500 contre Maltby Main le 23 septembre 1925 dans la même compétition. Leur fréquentation la plus élevée à Bootham Crescent était de 28 123, pour un match de la FA Cup contre Huddersfield Town le 5 mars 1938 ; le plus bas était 608 contre Mansfield Town dans la coupe de la Ligue de la National League le 4 novembre 2008,.
Les frais de transfert les plus élevés reçus pour un joueur de York sont de 950 000 £ de Sheffield Wednesday pour Richard Cresswell le 25 mars 1999 , tandis que le joueur le plus cher acheté est Adrian Randall (en), qui a coûté 140 000 £ à Burnley le 28 décembre 1995,. Le plus jeune joueur à jouer pour le club est Reg Stockill (en), qui était âgé de 15 ans et 281 jours lors de ses débuts contre Wigan Borough dans la 3e division nord le 29 août 1929 . Le joueur le plus âgé est Paul Musselwhite (en), qui a disputé son dernier match à l'âge de 43 ans et 127 jours contre Forest Green Rovers lors de la Conférence du 28 avril 2012,.

### Effectif actuel

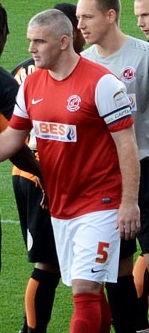
Steve McNulty est le capitaine du club de York.

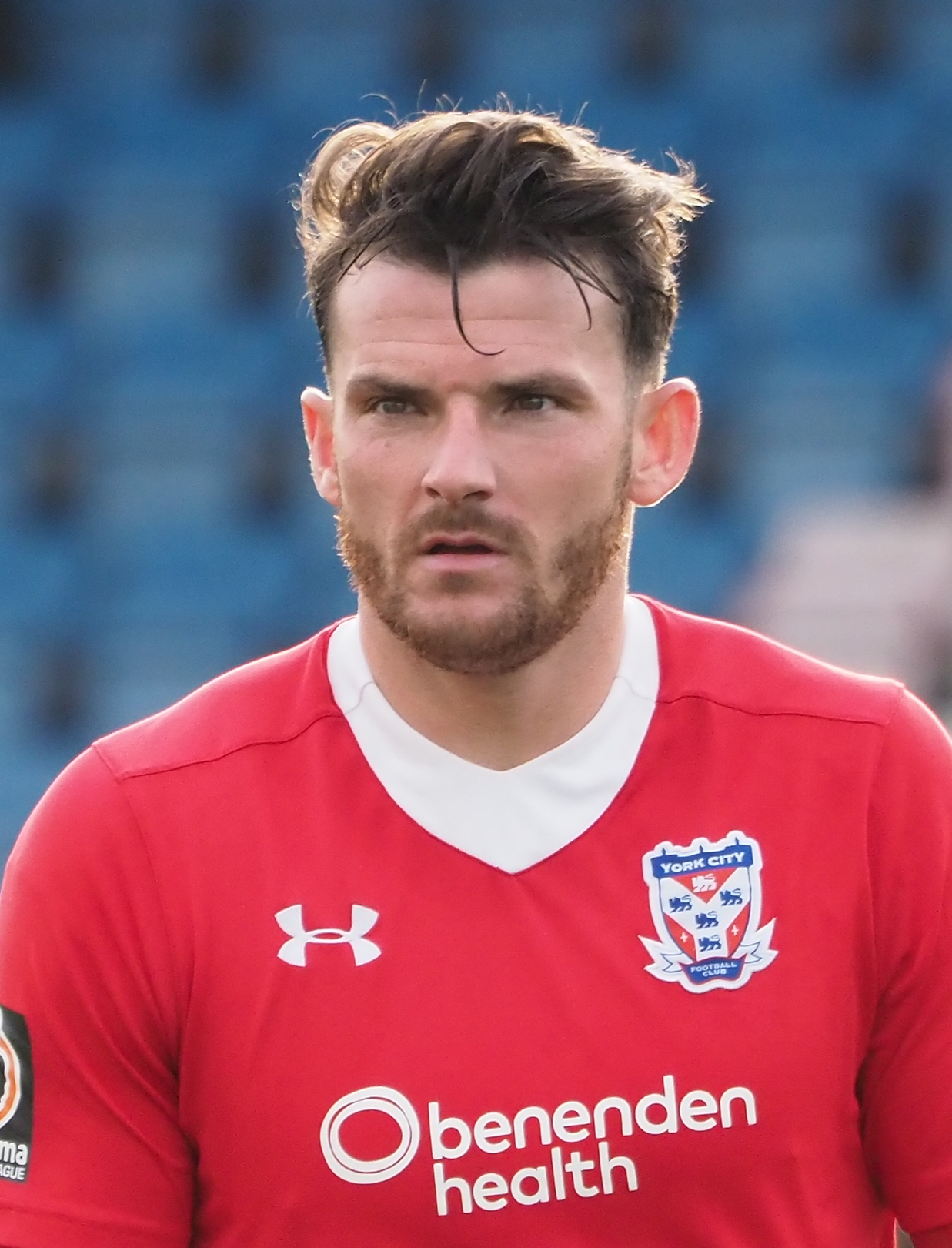
Sean Newton a été élu joueur de l'année par les supporters lors des saisons 2016-2017 et 2018-2019,.

## Joueurs

### Joueurs en prêt
| Position  | Joueur                                                    | Pays       |
| --------- | --------------------------------------------------------- | ---------- |
| Défenseur | Tom Allan (à Scarborough Athletic jusqu'en mars 2020)     | Angleterre |
| Défenseur | Joshua King (à Morpeth Town jusqu'en avril 2020)          | Angleterre |
| Défenseur | Harry Spratt (à Scarborough Athletic jusqu'en mars 2020)  | Angleterre |
| Milieu    | Wes York (à Brackley Town jusqu'en avril 2020)            | Angleterre |
| Attaquant | Jake Wright (à Boston United jusqu'à la fin de la saison) | Angleterre |

### Joueur de l'année du club
| Saison    | N° | Nom                        | Position          | Nationalité | MJ, | Buts | Notes      |
| --------- | -- | -------------------------- | ----------------- | ----------- | --- | ---- | ---------- |
| 1973–1974 | 3  | Phil Burrows (en)          | Défenseur         | ENG         | 54  | 3    | [ note 2 ] |
| 1974–1975 | 2  | Chris Topping (en)         | Défenseur         | ENG         | 45  | 2    |            |
| 1975–1976 | 2  | Micky Cave (en)            | Milieu de terrain | ENG         | 38  | 8    |            |
| 1976–1977 | 3  | Brian Pollard (en)         | Milieu de terrain | ENG         | 52  | 13   |            |
| 1977–1978 | 4  | Gordon Staniforth (en)     | Attaquant         | ENG         | 50  | 13   |            |
| 1978–1979 | 4  | Gordon Staniforth (en) (2) | Attaquant         | ENG         | 52  | 19   | [ note 3 ] |
| 1979–1980 | 4  | Ian McDonald (en)          | Milieu de terrain | ENG         | 51  | 9    |            |
| 1980–1981 | 4  | Eddie Blackburn (en)       | Gardien de but    | ENG         | 51  | 0    |            |
| 1981–1982 | 4  | Keith Walwyn (en)          | Attaquant         | SKN         | 49  | 25   |            |
| 1982–1983 | 4  | Derek Hood (en)            | Milieu de terrain | ENG         | 52  | 9    | ,          |
| 1983–1984 | 4  | John MacPhail (en)         | Défenseur         | SCO         | 52  | 10   |            |
| 1984–1985 | 3  | John MacPhail (en) (2)     | Défenseur         | SCO         | 55  | 9    | [ note 3 ] |
| 1985–1986 | 3  | Simon Mills (en)           | Milieu de terrain | ENG         | 46  | 1    |            |
| 1986–1987 | 3  | Keith Walwyn (en) (2)      | Attaquant         | SKN         | 52  | 25   | [ note 3 ] |
| 1987–1988 | 3  | Dale Banton (en)           | Attaquant         | ENG         | 43  | 18   |            |
| 1988–1989 | 4  | Ian Helliwell (en)         | Attaquant         | ENG         | 47  | 11   |            |
| 1989–1990 | 4  | Chris Marples (en)         | Gardien de but    | ENG         | 53  | 0    |            |
| 1990–1991 | 4  | Steve Tutill (en)          | Défenseur         | ENG         | 50  | 0    |            |
| 1991–1992 | 4  | Jon McCarthy (en)          | Milieu de terrain | NIR         | 49  | 9    |            |
| 1992–1993 | 4  | Paul Stancliffe (en)       | Défenseur         | ENG         | 48  | 1    |            |
| 1993–94   | 3  | Paul Barnes (en)           | Attaquant         | ENG         | 49  | 25   |            |
| 1994–1995 | 3  | Jon McCarthy (en) (2)      | Milieu de terrain | NIR         | 50  | 10   | [ note 3 ] |
| 1995–1996 | 3  | Andy McMillan (en)         | Défenseur         | RSA         | 57  | 1    |            |
| 1996–1997 | 3  | Tony Barras (en)           | Défenseur         | ENG         | 57  | 1    |            |
| 1997–1998 | 3  | Steve Bushell (en)         | Milieu de terrain | ENG         | 47  | 5    |            |
| 1998–1999 | 3  | Barry Jones (en)           | Défenseur         | ENG         | 51  | 2    |            |
| 1999–2000 | 4  | Barry Jones (en) (2)       | Défenseur         | ENG         | 40  | 1    | [ note 3 ] |
| 2000–2001 | 4  | Alan Fettis                | Gardien de but    | NIR         | 51  | 0    |            |
| 2001–2002 | 4  | Alan Fettis (2)            | Gardien de but    | NIR         | 52  | 0    | [ note 3 ] |
| 2002–2003 | 4  | Chris Brass (en)           | Défenseur         | ENG         | 44  | 1    |            |
| 2003–2004 | 4  | Darren Dunning (en)        | Milieu de terrain | ENG         | 45  | 4    |            |
| 2004–2005 | 5  | Dave Merris (en)           | Défenseur         | ENG         | 44  | 2    |            |
| 2005–2006 | 5  | Clayton Donaldson          | Attaquant         | ENG         | 45  | 18   |            |
| 2006–2007 | 5  | Neal Bishop (en)           | Milieu de terrain | ENG         | 49  | 3    |            |
| 2007–2008 | 5  | David McGurk (en)          | Défenseur         | ENG         | 56  | 1    |            |
| 2008–2009 | 5  | Daniel Parslow (en)        | Défenseur         | WAL         | 57  | 0    |            |
| 2009–2010 | 5  | Michael Ingham (en)        | Gardien de but    | NIR         | 55  | 0    |            |
| 2010–2011 | 5  | Daniel Parslow (en) (2)    | Défenseur         | WAL         | 47  | 1    | [ note 3 ] |
| 2011–2012 | 5  | Scott Kerr (en)            | Milieu de terrain | ENG         | 42  | 1    |            |
| 2012–2013 | 4  | Daniel Parslow (en) (3)    | Défenseur         | WAL         | 50  | 1    | [ note 5 ] |
| 2013–2014 | 4  | Lanre Oyebanjo (en)        | Défenseur         | IRL         | 46  | 0    |            |
| 2014–2015 | 4  | Keith Lowe (en)            | Défenseur         | ENG         | 49  | 6    |            |
| 2015–2016 | 4  | Dave Winfield (en)         | Défenseur         | ENG         | 40  | 2    |            |
| 2016–2017 | 5  | Sean Newton (en)           | Défenseur         | ENG         | 35  | 3    |            |
| 2017–2018 | 6  | Jon Parkin                 | Attaquant         | ENG         | 32  | 25   |            |
| 2018–2019 | 6  | Sean Newton (en) (2)       | Défenseur         | ENG         | 37  | 6    | [ note 3 ] |

## Officiels de club
- Propriétaire: JM Packaging (75%) / York City Supporters 'Society (25%) [180]

### Conseil d'administration
- Président : Jason McGill
- Directeur général : Steven Kilmartin
- Directeur du développement du stade : Ian McAndrew
- Directeur sportif : Dave Penney
- Directeur du marketing et des communications : Richard Adams

### Staff technique
- Entraîneur : Michael Morton (interim)
- Entraîneur adjoint : Michael Cummins
- Physiothérapeute : Ian Gallagher
- Gestionnaire du kit : David James

### Anciens entraîneurs
| Nom                     | De                | À                 | Statistiques | Statistiques | Statistiques | Statistiques | Titres,                                                                                       | Notes      | Ref     |
| Nom                     | De                | À                 | M            | V            | N            | D            | Titres,                                                                                       | Notes      | Ref     |
| ----------------------- | ----------------- | ----------------- | ------------ | ------------ | ------------ | ------------ | --------------------------------------------------------------------------------------------- | ---------- | ------- |
| Jock Collier (en)       | 14 juillet 1928   | 1er mai 1930      | 105          | 44           | 33           | 28           |                                                                                               | ,.         | ,       |
| George Sherrington (en) | mai 1930          | 2 mai 1933        | 130          | 50           | 21           | 59           |                                                                                               |            | ,       |
| Jock Collier (en)       | 2 mai 1933        | 16 mars 1937      | 178          | 63           | 39           | 76           |                                                                                               |            | ,       |
| Tom Mitchell (en)       | 16 mars 1937      | 23 février 1950   | 270          | 91           | 64           | 115          |                                                                                               | .          | ,       |
| Dick Duckworth (en)     | 3 avril 1950      | 22 octobre 1952   | 120          | 40           | 38           | 42           |                                                                                               | [ note 7 ] | ,       |
| Charlie Spencer (en)    | 17 novembre 1952  | 9 février 1953    | 12           | 4            | 3            | 5            |                                                                                               | [ note 8 ] | ,       |
| Jimmy McCormick (en)    | 1er juin 1953     | 7 septembre 1954  | 53           | 14           | 14           | 25           |                                                                                               | .          | ,       |
| Sam Bartram             | 12 mars 1956      | 18 juillet 1960   | 209          | 84           | 56           | 69           | Accession en Fourth Division en 958-1959                                                      |            | ,       |
| Tom Lockie (en)         | juillet 1960      | 16 octobre 1967   | 376          | 134          | 82           | 160          | Accession en Fourth Division en 1964-1965                                                     |            | [ 206 ] |
| Joe Shaw (en)           | 6 novembre 1967   | 16 août 1968      | 33           | 9            | 9            | 15           |                                                                                               |            | ,       |
| Tom Johnston (en)       | 31 octobre 1968   | 11 janvier 1975   | 329          | 121          | 94           | 114          | Accession en Fourth Division en 1970-1971 Accession en Third Division en 1973-1974            |            | [ 209 ] |
| Clive Baker (en)        | 11 janvier 1975   | 15 février 1975   | 4            | 2            | 1            | 1            |                                                                                               |            | [ 210 ] |
| Wilf McGuinness (en)    | 15 janvier 1975   | 20 octobre 1977   | 130          | 31           | 33           | 66           |                                                                                               |            | [ 211 ] |
| Charlie Wright (en)     | 22 novembre 1977  | 18 mars 1980      | 124          | 40           | 30           | 54           |                                                                                               |            | [ 212 ] |
| Barry Lyons (en)        | 18 mars 1980      | 8 décembre 1981   | 82           | 24           | 18           | 40           |                                                                                               |            | [ 213 ] |
| Kevin Randall (en)      | 8 décembre 1981   | 13 mars 1982      | 11           | 1            | 3            | 7            |                                                                                               |            | ,       |
| Barry Swallow (en)      | 3 mars 1982       | 15 mai 1982       | 19           | 8            | 2            | 9            |                                                                                               |            | ,       |
| Denis Smith (en)        | mai 1982          | 31 mai 1987       | 279          | 128          | 64           | 87           | Champion de Fourth Division en 1983-1984                                                      | .          | [ 218 ] |
| Bobby Saxton (en)       | 9 juin 1987       | 19 septembre 1988 | 60           | 10           | 14           | 36           |                                                                                               |            | ,       |
| Barry Swallow (en)      | 19 septembre 1988 | 10 octobre 1988   | 5            | 3            | 0            | 2            |                                                                                               |            | ,       |
| John Bird (en)          | 10 octobre 1988   | 23 octobre 1991   | 163          | 49           | 51           | 63           |                                                                                               |            | ,       |
| John Ward (en)          | 5 novembre 1991   | 12 mars 1993      | 72           | 21           | 26           | 25           |                                                                                               |            | ,       |
| Alan Little (en)        | 12 mars 1993      | 15 mars 1999      | 328          | 113          | 89           | 126          | Vainqueurs des playoffs de Third Division en 1992-1993                                        |            | ,       |
| Neil Thompson           | 16 mars 1999      | 9 février 2000    | 45           | 11           | 11           | 23           |                                                                                               |            | [ 227 ] |
| Terry Dolan (en)        | 11 février 2000   | 31 mai 2003       | 173          | 56           | 50           | 67           |                                                                                               |            | [ 228 ] |
| Chris Brass (en)        | 4 juin 2003       | 8 novembre 2004   | 67           | 14           | 18           | 35           |                                                                                               |            | [ 229 ] |
| Viv Busby (en)          | 8 novembre 2004   | 10 février 2005   | 14           | 4            | 2            | 8            |                                                                                               |            | ,       |
| Billy McEwan (en)       | 10 février 2005   | 19 novembre 2007  | 131          | 52           | 31           | 48           |                                                                                               |            | [ 232 ] |
| Colin Walker (en)       | 19 novembre 2007  | 21 novembre 2008  | 58           | 22           | 20           | 16           |                                                                                               |            | [ 233 ] |
| Neil Redfearn           | 21 novembre 2008  | 24 novembre 2008  | 1            | 0            | 1            | 0            |                                                                                               |            | ,       |
| Martin Foyle (en)       | 24 novembre 2008  | 24 septembre 2010 | 102          | 44           | 30           | 28           |                                                                                               |            | ,       |
| Andy Porter (en)        | 24 septembre 2010 | 6 octobre 2010    | 4            | 1            | 1            | 2            |                                                                                               |            | ,       |
| Steve Torpey (en)       | 8 octobre 2010    | 13 octobre 2010   | 1            | 0            | 0            | 1            |                                                                                               |            | ,       |
| Gary Mills (en)         | 13 octobre 2010   | 2 mars 2013       | 136          | 58           | 45           | 33           | Vainqueur de FA Trophy en 2011-2012 Vainqueur des playoffs de Conference Premier en 2011-2012 |            | [ 243 ] |
| Nigel Worthington       | 4 mars 2013       | 13 octobre 2014   | 76           | 23           | 29           | 24           |                                                                                               |            | [ 244 ] |
| Steve Torpey (en)       | 13 octobre 2014   | 15 octobre 2014   | 0            | 0            | 0            | 0            |                                                                                               |            | ,       |
| Russ Wilcox (en)        | 15 octobre 2014   | 26 octobre 2015   | 54           | 13           | 20           | 21           |                                                                                               |            | [ 248 ] |
| Richard Cresswell       | 26 octobre 2015   | 4 novembre 2015   | 1            | 0            | 0            | 1            |                                                                                               |            | ,       |
| Jackie McNamara         | 4 novembre 2015   | 16 octobre 2016   | 48           | 8            | 12           | 28           |                                                                                               |            | [ 251 ] |
| Gary Mills (en)         | 16 octobre 2016   | 30 septembre 2017 | 53           | 20           | 17           | 16           | Vainqueur de FA Trophy en 2016-2017                                                           |            | ,       |
| Martin Gray (en)        | 1er octobre 2017  | 19 août 2018      | 37           | 14           | 8            | 15           |                                                                                               |            | ,       |
| Sam Collins (en)        | 20 août 2018      | 5 janvier 2019    | 26           | 10           | 5            | 11           |                                                                                               |            | ,       |
| Steve Watson            | 10 janvier 2019   | 14 novembre 2021  | 56           | 30           | 13           | 13           |                                                                                               |            | ,       |

## Trophées
Les trophées de York City sont les suivants,:
Third Division (niveau 3)
- Promu : 1973–1974

Fourth Division / Third Division (niveau 4) 
- Champion : 1983–1984
- Promu : 1958–1959, 1964–1965, 1970–1971
- Vainqueur de play-off : 1992-1993

National League (niveau 5)
- Vainqueur de play-off : 2011-2012

FA Tophy
- Vainqueur : 2011-2012, 2016-2017
- Finaliste : 2008-2009